# Ейдур Ґудьйонсен
Е́йдур Сма́рі Ґу́дйонсен (Ейдюр Смарі Ґудйонсен, ісл. Eiður Smári Guðjohnsen, 15 вересня 1978, Рейк'явік) — ісландський футболіст. Найкращий бомбардир в історії збірної Ісландії, один з найкращих ісландських футболістів усіх часів. Син футболіста Арнора Ґудьйонсена, дядько гандболіста Арона Пальмарссона. Після завершення кар'єри гравця — футбольний тренер.

## Кар'єра
Розпочав професіональну кар'єру в ісландській команді «Валюр» (Рейк'явік). У товариському матчі Естонії з Ісландією, який відбувся в Таллінні 24 квітня 1996 року, увійшов до історії футболу тим, що в другому таймі на полі замінив свого батька, Арнора Ґудйонсена. Це був перший міжнародний офіційний поєдинок, в якому одночасно брали участь батько й син.
Грав за голландський ПСВ (Ейндговен) та ісландський КР (Рейк'явік). Протягом 1998—2000 років забив 18 м'ячів за «Болтон Вондерерз» і в липні 2000 перейшов до «Челсі». Там Ґудйонсен провів 6 сезонів, був одним з ключових гравців команди, двічі став чемпіоном Англії (2005 і 2006) та виграв Кубок англійської ліги у 2005 році.
Улітку 2006 року перейшов до «Барселони», ставши першим ісландцем, який виступав у цьому клубі. Володар Суперкубка Іспанії 2006 і «пентатрика» 2009 року: чемпіон, володар Кубка та Суперкубка Іспанії 2009, переможець Ліги чемпіонів 2009, володар Суперкубка УЄФА 2009.
Перед сезоном 2009/10 підписав контракт із французьким «Монако», але не зумів закріпитися в команді, тому другу половину сезону провів в оренді в «Тоттенгем Хотспур».
Одружений. Разом з дружиною Раґнгільдур виховують 3 синів. Двоє з них, Андрі та Свейнн, грають у дитячій академії «Барселони».

## Досягнення
Челсі
- Прем'єр-ліга: 2004–05, 2005–06
- Суперкубок Англії: 2000, 2005
- Кубок Футбольної ліги: 2004–05

Барселона
- Ла-Ліга: 2008–09
- Кубок Іспанії: 2008–09
- Суперкубок Іспанії: 2006, 2009
- Ліга чемпіонів УЄФА: 2008–09
- Суперкубок УЄФА: 2009

## Виноски
1. ↑  Рекордсмени збірної Ісландії (rsssf.com). Архів оригіналу за 21 жовтня 2021. Процитовано 24 червня 2010.